# Challenge européen 1999-2000
Navigation
Conférence européenne 1998-1999 Bouclier européen 2000-2001
La compétition change de nom et devient le Bouclier européen. C'est une compétition européenne annuelle de rugby à XV, la deuxième compétition interclubs d'Europe en rugby à XV en importance, derrière la Coupe d'Europe dite H Cup pour des raisons de parrainage.
Le Bouclier européen 1999-2000 est la quatrième édition de cette compétition. Cette coupe d'Europe réunit 28 clubs européens : onze français, six anglais, cinq gallois, trois italiens, un irlandais, un roumain et l'équipe nationale espagnole.

## Formule
Les 28 clubs sont répartis en sept poules de quatre et s'affrontent en matches aller-retour. Le premier de chaque poule ainsi que le meilleur deuxième sont qualifiés pour les quarts de finale. Une équipe remporte deux points pour une victoire, un pour un nul, rien en cas de défaite. Les deux premiers de chaque poule sont qualifiés pour les quarts de finale.
En cas d'égalité, les clubs sont départagés par le nombre d'essais marqués dans le confrontations directes.
Les équipes finissant premières ainsi que le meilleur deuxième reçoivent en quart de finale. Les matches de phase finale, à savoir les quarts de finale, les demi-finales et la finale se jouent à élimination directe.

## Première phase
Dans les tableaux de classement suivants, les différentes abréviations et couleurs signifient:
|  | Qualifiés pour les quarts de finale |
|  | J : matches joués • V : victoires • N : matches nuls • D : défaites • EM : essais marqués • EE : essais encaissés • PP : points pour (marqués) • PE : points contre (encaissés) • Diff : Différence de points • Pts : points de classement |

## Équipes en compétition
- SU Agen
- Stade aurillacois
- Bedford Blues
- CA Bègles-Bordeaux
- Biarritz olympique
- Bridgend RFC
- Bristol Rugby
- CA Brive
- CSA Steaua Bucarest
- Caerphilly RFC
- Rugby Calvisano
- Castres olympique
- Connacht Rugby
- US Dax
- Dunvant RFC
- Ebbw Vale RFC
- Équipe nationale d'Espagne
- Gloucester RFC
- London Irish
- RC Narbonne
- Newcastle Falcons
- Newport RFC
- Section paloise
- USA Perpignan
- Rugby Rome
- Rugby Rovigo
- Sale Sharks
- RC Toulon

## Résultats

### Poule 1
| Rang | Équipe             | J | V | N | D | EM | EE | PP  | PE  | Diff | Pts |
| ---- | ------------------ | - | - | - | - | -- | -- | --- | --- | ---- | --- |
| 1    | Bristol Rugby      | 6 | 5 | 0 | 1 | 18 | 8  | 165 | 96  | +69  | 10  |
| 2    | CA Bègles-Bordeaux | 6 | 4 | 0 | 2 | 18 | 11 | 158 | 124 | +34  | 8   |
| 3    | US Dax             | 6 | 3 | 0 | 3 | 12 | 14 | 129 | 146 | -17  | 6   |
| 4    | Rugby Calvisano    | 6 | 0 | 0 | 6 | 3  | 18 | 69  | 155 | -86  | 0   |

1re journée
| 20 novembre 1999 | Centro Sportivo San Michele | Rugby Calvisano | 16 | 25 | CA Bègles-Bordeaux |
| 20 novembre 1999 | Parc municipal des sports   | US Dax          | 21 | 28 | Bristol Rugby      |

2e journée
| 26 novembre 1999 | Stade André-Moga | CA Bègles-Bordeaux | 33 | 19 | US Dax          |
| 28 novembre 1999 | Memorial Ground  | Bristol Rugby      | 20 | 6  | Rugby Calvisano |

3e journée
| 10 décembre 1999 | Memorial Ground           | Bristol Rugby | 27 | 19 | CA Bègles-Bordeaux |
| 11 décembre 1999 | Parc municipal des sports | US Dax        | 33 | 6  | Rugby Calvisano    |

4e journée
| 17 décembre 1999 | Stade André-Moga            | CA Bègles-Bordeaux | 28 | 14 | Bristol Rugby |
| 18 décembre 1999 | Centro Sportivo San Michele | Rugby Calvisano    | 9  | 18 | US Dax        |

5e journée
| 8 janvier 2000 | Centro Sportivo San Michele | Rugby Calvisano | 9  | 26 | Bristol Rugby      |
| 8 janvier 2000 | Parc municipal des sports   | US Dax          | 25 | 20 | CA Bègles-Bordeaux |

6e journée
| 14 janvier 2000 | Stade André-Moga | CA Bègles-Bordeaux | 33 | 23 | Rugby Calvisano |
| 16 janvier 2000 | Memorial Ground  | Bristol Rugby      | 50 | 13 | US Dax          |

### Poule 2
| Rang | Équipe            | J | V | N | D | EM | EE | PP  | PE  | Diff | Pts |
| ---- | ----------------- | - | - | - | - | -- | -- | --- | --- | ---- | --- |
| 1    | Castres olympique | 6 | 6 | 0 | 0 | 39 | 12 | 249 | 94  | +155 | 12  |
| 2    | Newport RFC       | 6 | 3 | 0 | 3 | 15 | 14 | 137 | 119 | +18  | 6   |
| 3    | Bedford Blues     | 6 | 2 | 0 | 4 | 15 | 31 | 121 | 223 | -102 | 4   |
| 4    | Rugby Rovigo      | 6 | 1 | 0 | 5 | 13 | 25 | 107 | 178 | -71  | 2   |

1re journée
| 20 novembre 1999 | Goldington Road      | Bedford Blues     | 28 | 18 | Newport RFC  |
| 20 novembre 1999 | Stade Pierre-Antoine | Castres olympique | 27 | 12 | Rugby Rovigo |

2e journée
| 27 novembre 1999 | Rodney Parade           | Newport RFC  | 22 | 26 | Castres olympique |
| 28 novembre 1999 | Stadio Mario Battaglini | Rugby Rovigo | 24 | 33 | Bedford Blues     |

3e journée
| 11 décembre 1999 | Goldington Road | Bedford Blues | 25 | 60 | Castres olympique |
| 11 décembre 1999 | Rodney Parade   | Newport RFC   | 26 | 10 | Rugby Rovigo      |

4e journée
| 18 décembre 1999 | Stade Pierre-Antoine    | Castres olympique | 56 | 6  | Bedford Blues |
| 19 décembre 1999 | Stadio Mario Battaglini | Rugby Rovigo      | 15 | 23 | Newport RFC   |

5e journée
| 8 janvier 2000 | Stade Pierre-Antoine | Castres olympique | 21 | 3  | Newport RFC  |
| 9 janvier 2000 | Goldington Road      | Bedford Blues     | 10 | 20 | Rugby Rovigo |

6e journée
| 15 janvier 2000 | Rodney Parade           | Newport RFC  | 45 | 19 | Bedford Blues     |
| 16 janvier 2000 | Stadio Mario Battaglini | Rugby Rovigo | 26 | 59 | Castres olympique |

### Poule 3
| Rang | Équipe          | J | V | N | D | EM | EE | PP  | PE  | Diff | Pts |
| ---- | --------------- | - | - | - | - | -- | -- | --- | --- | ---- | --- |
| 1    | Section paloise | 6 | 5 | 0 | 1 | 32 | 9  | 229 | 114 | +115 | 10  |
| 2    | USA Perpignan   | 6 | 5 | 0 | 1 | 24 | 9  | 200 | 104 | +96  | 10  |
| 3    | Sale Sharks     | 6 | 2 | 0 | 4 | 17 | 24 | 168 | 181 | -13  | 4   |
| 4    | Caerphilly RFC  | 6 | 0 | 0 | 6 | 8  | 39 | 81  | 279 | -198 | 0   |

Pau finit devant pour avoir marqué plus d'essais que l'USA Perpignan dans leurs confrontations directes.
1re journée
| 20 novembre 1999 | Virginia Park | Caerphilly RFC | 21 | 33 | Section paloise |
| 20 novembre 1999 | Heywood Road  | Sale Sharks    | 16 | 28 | USA Perpignan   |

2e journée
| 27 novembre 1999 | Stade Aimé-Giral | USA Perpignan   | 53 | 7  | Caerphilly RFC |
| 27 novembre 1999 | Stade du Hameau  | Section paloise | 30 | 12 | Sale Sharks    |

3e journée
| 11 décembre 1999 | Heywood Road     | Sale Sharks   | 51 | 14 | Caerphilly RFC  |
| 12 décembre 1999 | Stade Aimé-Giral | USA Perpignan | 18 | 13 | Section paloise |

4e journée
| 18 décembre 1999 | Virginia Park   | Caerphilly RFC  | 10 | 31 | Sale Sharks   |
| 18 décembre 1999 | Stade du Hameau | Section paloise | 28 | 16 | USA Perpignan |

5e journée
| 9 janvier 2000 | Virginia Park | Caerphilly RFC | 17 | 39 | USA Perpignan   |
| 8 janvier 2000 | Heywood Road  | Sale Sharks    | 35 | 53 | Section paloise |

6e journée
| 14 janvier 2000 | Stade du Hameau  | Section paloise | 72 | 12 | Caerphilly RFC |
| 15 janvier 2000 | Stade Aimé-Giral | USA Perpignan   | 46 | 23 | Sale Sharks    |

### Poule 4
| Rang | Équipe              | J | V | N | D | EM | EE | PP  | PE  | Diff | Pts |
| ---- | ------------------- | - | - | - | - | -- | -- | --- | --- | ---- | --- |
| 1    | Ebbw Vale RFC       | 6 | 6 | 0 | 0 | 31 | 13 | 252 | 127 | +125 | 12  |
| 2    | RC Toulon           | 6 | 3 | 0 | 3 | 17 | 8  | 178 | 148 | +30  | 6   |
| 3    | Connacht Rugby      | 6 | 2 | 0 | 4 | 15 | 18 | 131 | 165 | -34  | 4   |
| 4    | CSA Steaua Bucarest | 6 | 1 | 0 | 5 | 13 | 37 | 120 | 241 | -121 | 2   |

1re journée
| 19 novembre 1999 | Eugene Cross Park | Ebbw Vale RFC       | 32 | 9  | Connacht Rugby |
| 20 novembre 1999 | Club of Army      | CSA Steaua Bucarest | 19 | 30 | RC Toulon      |

2e journée
| 27 novembre 1999 | Club of Army | CSA Steaua Bucarest | 30 | 20 | Connacht Rugby |
| 27 novembre 1999 | Stade Mayol  | RC Toulon           | 19 | 21 | Ebbw Vale RFC  |

3e journée
| 10 décembre 1999 | Eugene Cross Park   | Ebbw Vale RFC  | 58 | 27 | CSA Steaua Bucarest |
| 11 décembre 1999 | Galway Sportsground | Connacht Rugby | 27 | 13 | RC Toulon           |

4e journée
| 18 décembre 1999 | Club of Army | CSA Steaua Bucarest | 27 | 43 | Ebbw Vale RFC  |
| 18 décembre 1999 | Stade Mayol  | RC Toulon           | 41 | 15 | Connacht Rugby |

5e journée
| 8 janvier 2000 | Galway Sportsground | Connacht Rugby | 41 | 7  | CSA Steaua Bucarest |
| 8 janvier 2000 | Eugene Cross Park   | Ebbw Vale RFC  | 56 | 26 | RC Toulon           |

6e journée
| 15 janvier 2000 | Galway Sportsground | Connacht Rugby | 19 | 42 | Ebbw Vale RFC       |
| 15 janvier 2000 | Stade Mayol         | RC Toulon      | 49 | 10 | CSA Steaua Bucarest |

### Poule 5
| Rang | Équipe                     | J | V | N | D | EM | EE | PP  | PE  | Diff | Pts |
| ---- | -------------------------- | - | - | - | - | -- | -- | --- | --- | ---- | --- |
| 1    | Biarritz olympique         | 6 | 5 | 0 | 1 | 34 | 8  | 227 | 77  | +150 | 10  |
| 2    | Gloucester RFC             | 6 | 4 | 1 | 1 | 25 | 12 | 188 | 113 | +75  | 9   |
| 3    | Bridgend RFC               | 6 | 2 | 1 | 3 | 13 | 20 | 113 | 151 | -38  | 5   |
| 4    | Équipe nationale d'Espagne | 6 | 0 | 0 | 6 | 7  | 39 | 79  | 266 | -187 | 0   |

1re journée
| 20 novembre 1999 | Brewery Field     | Bridgend RFC   | 37 | 21 | Espagne            |
| 20 novembre 1999 | Kingsholm Stadium | Gloucester RFC | 22 | 13 | Biarritz olympique |

2e journée
| 27 novembre 1999 | Parc des sports d'Aguiléra | Biarritz olympique | 29 | 6  | Bridgend RFC   |
| 28 novembre 1999 | Kenmare                    | Espagne            | 19 | 42 | Gloucester RFC |

3e journée
| 8 décembre 1999  | Kenmare       | Espagne      | 3  | 59 | Biarritz olympique |
| 11 décembre 1999 | Brewery Field | Bridgend RFC | 29 | 29 | Gloucester RFC     |

4e journée
| 15 décembre 1999 | Parc des sports d'Aguiléra | Biarritz olympique | 57 | 10 | Espagne      |
| 18 décembre 1999 | Kingsholm Stadium          | Gloucester RFC     | 23 | 6  | Bridgend RFC |

5e journée
| 8 janvier 2000 | Brewery Field     | Bridgend RFC   | 11 | 30 | Biarritz olympique |
| 8 janvier 2000 | Kingsholm Stadium | Gloucester RFC | 47 | 7  | Espagne            |

6e journée
| 15 janvier 2000 | Parc des sports d'Aguiléra | Biarritz olympique | 39 | 25 | Gloucester RFC |
| 16 janvier 2000 | Kenmare                    | Espagne            | 19 | 24 | Bridgend RFC   |

### Poule 6
| Rang | Équipe            | J | V | N | D | EM | EE | PP  | PE  | Diff | Pts |
| ---- | ----------------- | - | - | - | - | -- | -- | --- | --- | ---- | --- |
| 1    | Newcastle Falcons | 6 | 5 | 0 | 1 | 24 | 8  | 200 | 90  | +110 | 10  |
| 2    | RC Narbonne       | 6 | 3 | 0 | 3 | 19 | 7  | 153 | 96  | +57  | 6   |
| 3    | Stade aurillacois | 6 | 3 | 0 | 3 | 13 | 20 | 125 | 153 | -28  | 6   |
| 4    | Dunvant RFC       | 6 | 1 | 0 | 5 | 11 | 32 | 92  | 231 | -139 | 2   |

Narbonne finit devant Aurillac pour avoir marqué plus d'essais dans leurs confrontations directes.
1re journée
| 21 novembre 1999 | Stade Jean-Alric               | Stade aurillacois | 53 | 22 | Dunvant RFC       |
| 21 novembre 1999 | Parc des sports et de l'amitié | RC Narbonne       | 19 | 20 | Newcastle Falcons |

2e journée
| 27 novembre 1999 | Broadacre     | Dunvant RFC       | 16 | 42 | RC Narbonne       |
| 28 novembre 1999 | Kingston Park | Newcastle Falcons | 55 | 7  | Stade aurillacois |

3e journée
| 11 décembre 1999 | Broadacre        | Dunvant RFC       | 26 | 45 | Newcastle Falcons |
| 12 décembre 1999 | Stade Jean-Alric | Stade aurillacois | 18 | 15 | RC Narbonne       |

4e journée
| 18 décembre 1999 | Parc des sports et de l'amitié | RC Narbonne       | 36 | 20 | Stade aurillacois |
| 19 décembre 1999 | Kingston Park                  | Newcastle Falcons | 51 | 10 | Dunvant RFC       |

5e journée
| 8 janvier 2000 | Parc des sports et de l'amitié | RC Narbonne       | 30 | 3  | Dunvant RFC       |
| 9 janvier 2000 | Stade Jean-Alric               | Stade aurillacois | 17 | 10 | Newcastle Falcons |

6e journée
| 14 janvier 2000 | Kingston Park | Newcastle Falcons | 19 | 11 | RC Narbonne       |
| 15 janvier 2000 | Broadacre     | Dunvant RFC       | 15 | 10 | Stade aurillacois |

### Poule 7
| Rang | Équipe       | J | V | N | D | EM | EE | PP  | PE  | Diff | Pts |
| ---- | ------------ | - | - | - | - | -- | -- | --- | --- | ---- | --- |
| 1    | London Irish | 6 | 4 | 0 | 2 | 24 | 19 | 192 | 140 | +52  | 8   |
| 2    | SU Agen      | 6 | 5 | 0 | 1 | 30 | 7  | 211 | 100 | +111 | 8*  |
| 3    | CA Brive     | 6 | 3 | 0 | 3 | 25 | 18 | 199 | 162 | +37  | 6   |
| 4    | Rugby Rome   | 6 | 0 | 0 | 6 | 9  | 44 | 94  | 294 | -200 | 0   |

Nota * 2 points en moins pour Agen pour avoir fait jouer des joueurs non sélectionnables.
1re journée
| 20 novembre 1999 | Stadio Tre Fontane | Rugby Rome   | 26 | 29 | SU Agen  |
| 20 novembre 1999 | The Stoop          | London Irish | 37 | 21 | CA Brive |

2e journée
| 27 novembre 1999 | Stade Armandie    | SU Agen  | 28 | 16 | London Irish |
| 28 novembre 1999 | Stadium municipal | CA Brive | 64 | 17 | Rugby Rome   |

3e journée
| 11 décembre 1999 | Stade Armandie     | SU Agen    | 31 | 9  | CA Brive     |
| 12 décembre 1999 | Stadio Tre Fontane | Rugby Rome | 7  | 46 | London Irish |

4e journée
| 18 décembre 1999 | Stadium municipal | CA Brive     | 13 | 28 | SU Agen    |
| 18 décembre 1999 | The Stoop         | London Irish | 39 | 13 | Rugby Rome |

5e journée
| 8 janvier 2000 | The Stoop          | London Irish | 23 | 22 | SU Agen  |
| 9 janvier 2000 | Stadio Tre Fontane | Rugby Rome   | 18 | 43 | CA Brive |

6e journée
| 15 janvier 2000 | Stade Armandie    | SU Agen  | 73 | 13 | Rugby Rome   |
| 16 janvier 2000 | Stadium municipal | CA Brive | 49 | 31 | London Irish |

## Phase finale

### Qualifiés
| Place | Premiers de poule  | Pts | Essais | Diff. |
| ----- | ------------------ | --- | ------ | ----- |
| 1     | Castres olympique  | 12  | 39     | +155  |
| 2     | Ebbw Vale RFC      | 12  | 31     | +125  |
| 3     | Biarritz olympique | 10  | 34     | +150  |
| 4     | Section paloise    | 10  | 32     | +115  |
| 5     | Newcastle Falcons  | 10  | 24     | +110  |
| 6     | Bristol Rugby      | 10  | 18     | +69   |
| 7     | London Irish       | 8   | 24     | +52   |
|       | Meilleur deuxième  |     |        |       |
| 8     | USA Perpignan      | 10  | 24     | +96   |

### Tableau
|  | Quarts de finale   | Quarts de finale  |                   |    | Demi-finales | Demi-finales |  |  | Finale      | Finale      |
|  | Quarts de finale   | Quarts de finale  |                   |    | Demi-finales | Demi-finales |  |  | Finale      | Finale      |
|  |                    |                   |                   |    |              |              |  |  |             |             |
|  | 15 avril 2000      | 15 avril 2000     |                   |    | 5 mai 2000   | 5 mai 2000   |  |  | 28 mai 2000 | 28 mai 2000 |
|  | 15 avril 2000      | 15 avril 2000     |                   |    | 5 mai 2000   | 5 mai 2000   |  |  | 28 mai 2000 | 28 mai 2000 |
|  | Section paloise    | 36                |                   |    | 5 mai 2000   | 5 mai 2000   |  |  | 28 mai 2000 | 28 mai 2000 |
|  | Section paloise    | 36                |                   |    | 5 mai 2000   | 5 mai 2000   |  |  | 28 mai 2000 | 28 mai 2000 |
|  | Newcastle Falcons  | 20                |                   |    | 5 mai 2000   | 5 mai 2000   |  |  | 28 mai 2000 | 28 mai 2000 |
|  | Newcastle Falcons  | 20                | Section paloise   | 51 |              |              |  |  | 28 mai 2000 | 28 mai 2000 |
|  | 15 avril 2000      |                   | Section paloise   | 51 |              |              |  |  | 28 mai 2000 | 28 mai 2000 |
|  |                    | Bristol Rugby     | 27                |    |              |              |  |  | 28 mai 2000 | 28 mai 2000 |
|  | Biarritz olympique | Bristol Rugby     | 27                | 29 |              |              |  |  | 28 mai 2000 | 28 mai 2000 |
|  | Biarritz olympique |                   |                   | 29 |              |              |  |  | 28 mai 2000 | 28 mai 2000 |
|  | Bristol Rugby      | 32                |                   |    |              |              |  |  | 28 mai 2000 | 28 mai 2000 |
|  | Bristol Rugby      | 32                | Section paloise   | 34 |              |              |  |  |             |             |
|  | 15 avril 2000      |                   | Section paloise   | 34 |              |              |  |  |             |             |
|  |                    | Castres olympique | 21                |    |              |              |  |  |             |             |
|  | Castres olympique  | Castres olympique | 21                | 43 |              |              |  |  |             |             |
|  | Castres olympique  | 6 mai 2000        |                   | 43 |              |              |  |  |             |             |
|  | USA Perpignan      | 33                |                   |    |              |              |  |  |             |             |
|  | USA Perpignan      | 33                | Castres olympique | 40 |              |              |  |  |             |             |
|  | 15 avril 2000      |                   | Castres olympique | 40 |              |              |  |  |             |             |
|  |                    | London Irish      | 30                |    |              |              |  |  |             |             |
|  | Ebbw Vale RFC      | London Irish      | 30                | 20 |              |              |  |  |             |             |
|  | Ebbw Vale RFC      |                   |                   | 20 |              |              |  |  |             |             |
|  | London Irish       | 21                |                   |    |              |              |  |  |             |             |
|  | London Irish       | 21                |                   |    |              |              |  |  |             |             |

### Quarts de finale
| 15 avril 2000 16 heures | Section paloise                                                           | 36 - 20    | Newcastle Falcons                                                            | Stade du Hameau, Pau 7 000 spectateurs Arbitre : Robert Davies |
| 15 avril 2000 16 heures | Essai(s) : 4 Arbo, Rey, Lagouarde, Bomati Transformation(s) : 2/4 Aucagne | [ Rapport] | Essai(s) : 2 Crane, Shaw Transformation(s) : 2/2 Legg Pénalité(s) : 2 Walder | Stade du Hameau, Pau 7 000 spectateurs Arbitre : Robert Davies |
| 15 avril 2000 16 heures |                                                                           | [ Rapport] |                                                                              | Stade du Hameau, Pau 7 000 spectateurs Arbitre : Robert Davies |

| 15 avril 2000 17 heures 30 | Ebbw Vale RFC                                                                               | 20 - 21    | London Irish                  | Eugene Cross Park, Ebbw Vale 4 000 spectateurs Arbitre : Joël Jutge |
| 15 avril 2000 17 heures 30 | Essai(s) : 2 Taumololo, J. Williams Transformation(s) : 2/2 Strange Pénalité(s) : 2 Strange | [ Rapport] | Pénalité(s) : 7 J. Cunningham | Eugene Cross Park, Ebbw Vale 4 000 spectateurs Arbitre : Joël Jutge |
| 15 avril 2000 17 heures 30 |                                                                                             | [ Rapport] |                               | Eugene Cross Park, Ebbw Vale 4 000 spectateurs Arbitre : Joël Jutge |

| 15 avril 2000 19 heures 30 | Castres olympique                                                                                                   | 43 - 33    | USA Perpignan                                                             | Stade Pierre-Antoine, Castres 3 000 spectateurs Arbitre : Chris White |
| 15 avril 2000 19 heures 30 | Essai(s) : 7 Artiguste, Hallinger, Sottil, Vigneaux, Larkin 2, F Plisson Transformation(s) : 4/7 Fauqué 3, Sarraméa | [ Rapport] | Essai(s) : 5 Cortez, Joubert, Plana, Els 2 Transformation(s) : 4/5 Cortez | Stade Pierre-Antoine, Castres 3 000 spectateurs Arbitre : Chris White |
| 15 avril 2000 19 heures 30 | | [ Rapport] |                                                                           | Stade Pierre-Antoine, Castres 3 000 spectateurs Arbitre : Chris White |

| 15 avril 2000 20 heures | Biarritz olympique                                                                | 29 - 32    | Bristol Rugby                                                                         | Parc des sports d'Aguiléra, Biarritz 3 300 spectateurs Arbitre : Giovanni Morandin |
| 15 avril 2000 20 heures | Essai(s) : 3 Lamour, Artola 2 Transformation(s) : 1/3 Mazas Pénalité(s) : 4 Mazas | [ Rapport] | Essai(s) : 4 Short, Evans, Vander 2 Transformation(s) : 3/4 Vile Pénalité(s) : 2 Vile | Parc des sports d'Aguiléra, Biarritz 3 300 spectateurs Arbitre : Giovanni Morandin |
| 15 avril 2000 20 heures |                                                                                   | [ Rapport] |                                                                                       | Parc des sports d'Aguiléra, Biarritz 3 300 spectateurs Arbitre : Giovanni Morandin |

### Demi-finales
| 5 mai 2000 20 heures | Castres Olympique                                                                                                 | 40 - 30    | London Irish                                                                                       | Stade Sélery, Colomiers 5 800 spectateurs Arbitre : Antonio Lombardi |
| 5 mai 2000 20 heures | Essai(s) : 4 Fabre 2, Sottil, Albouy Transformation(s) : 4/4 Sarraméa Pénalité(s) : 4 Sarraméa Drop(s) : Sarraméa | [ Rapport] | Essai(s) : 2 Harvey, Gallagher Transformation(s) : 1/2 J. Cunningham Pénalité(s) : 6 J. Cunningham | Stade Sélery, Colomiers 5 800 spectateurs Arbitre : Antonio Lombardi |
| 5 mai 2000 20 heures | | [ Rapport] | | Stade Sélery, Colomiers 5 800 spectateurs Arbitre : Antonio Lombardi |

| 6 mai 2000 19 heures 30 | Section paloise                                                                                                  | 51 - 27    | Bristol Rugby                                                                               | Stade Maurice-Trélut, Tarbes 7 500 spectateurs Arbitre : David Tyndall |
| 6 mai 2000 19 heures 30 | Essai(s) : 7 Aucagne, Bomati, Lagouarde, N Rey, Dantiacq Transformation(s) : 5/7 Aucagne Pénalité(s) : 2 Aucagne | [ Rapport] | Essai(s) : 3 Marsden, Ogilvie-Bull, Short Transformation(s) : 3/3 Vile Pénalité(s) : 2 Vile | Stade Maurice-Trélut, Tarbes 7 500 spectateurs Arbitre : David Tyndall |
| 6 mai 2000 19 heures 30 | | [ Rapport] |                                                                                             | Stade Maurice-Trélut, Tarbes 7 500 spectateurs Arbitre : David Tyndall |

### Finale
| 29 mai 2000 | Section paloise Brusque 15 Bomati14 Dantiacq 13 Traille12 Arbo 11 Aucagne 10 Torossian 9 Rollès 8 Bacqué 7 Keith 6 Lagouarde 5 Cléda 4 Laperne 3 Rey 2 Triep-Capdeville 1                  | 34 - 21 (3 - 8) | Castres Olympique 15 Castaignède 14 Fabre 13 Artiguste 12 Sarraméa 11 François Plisson 10 Mola 9 Albouy 8 Hallinger 7 Labrousse 6 Taussac 5 Chinarro 4 Laluque 3 Lafforgue 2 Vigneaux 1 Toussaint | Stade des Sept-Deniers, Toulouse 8 000 spectateurs Arbitre : Chris White |
| 29 mai 2000 | Essai(s) : 2 x Bacqué (3e, 58e) 1 x Brusque (5e) Transformation(s) : 1 x Aucagne (3e, 58e) Pénalité(s) : 5 x Aucagne (1re, 8e, 40e, 66e, 68e) Carton(s) jaune(s) : Cléda 48e, Dantiacq 78e |                 | Essai(s) : 1 x Artiguste (42e) 1 x Tsabadze (57e) Transformation(s) : 1 x Castaignède (42e) Pénalité(s) : 3 x Castaignède (7e, 39e, 60e)                                                          | Stade des Sept-Deniers, Toulouse 8 000 spectateurs Arbitre : Chris White |
| 29 mai 2000 | |                 | | Stade des Sept-Deniers, Toulouse 8 000 spectateurs Arbitre : Chris White |